# Towarzystwo Historyczne we Frankfurcie nad Odrą
Towarzystwo Historyczne we Frankfurcie nad Odrą (niem. Historischer Verein zu Frankfurt (Oder), w skrócie HV) – niemieckie stowarzyszenie rejestrowe z siedzibą we Frankfurcie nad Odrą. Zostało założone w 1990 i od początku działalności kierowane jest przez Wolfganga Buwerta, obecnie emerytowanego nauczyciela historii i języka niemieckiego, a także było dyrektora kilku szkół średnich z regionu.
Raz w miesiącu odbywa się wykład otwarty organizowany przez Towarzystwo, zaś raz na pół roku ukazuje się kolejny zeszyt naukowy wydawany przez członków stowarzyszenia. Towarzystwo ma transgraniczny profil, gdyż bada historię nie tylko Frankfurtu nad Odrą, ale i polskich Słubic, zaś od lutego 2005 – także oficjalną stronę internetową.
Wśród członków znajdują się m.in. Bernhard Klemm (restaurator zabytków), Eckard Reiß (badacz lokalnej historii Słubic i Frankfurtu nad Odrą), dr Martin Schieck (dyrektor Museum Viadrina gromadzącego eksponaty związane z historią regionalną), Ralf-Rüdiger Targiel (dyrektor archiwum miejskiego we Frankfurcie nad Odrą), a także dr Klaus Eichler, Udo Harttung, Joachim Schneider oraz Joachim Winkler.

## Niektóre publikacje
- Wolfgang Buwert, „Anmerkungen zum Stand der DDR- Geschichtswissenschaft und zur Befreiung und Zerstörung Frankfurts 1945”, w: Historischer Verein zu Frankfurt (Oder), 1991.
- Rolf Hübner, „Kleiner Beitrag zur Geschichte der Festung Frankfurt (Oder) 1945 – Aufklärung eines Flugzeugabsturzes Ende Januar 1945 bei Lossow”, w: Historischer Verein zu Frankfurt (Oder), Heft 1/2002.
- Bernhard Klemm, „Stadt- und baugeschichtliche Studien zur Entwicklung des Frankfurter Stadtteils Beresinchen (Abriß) – notwendige Ergänzungen”, Hef 2/1993.
- Eckard Reiß, „Das Ende der Frankfurter Dammvorstadt und das Entstehen von Słubice. Eine Chronologie”, w: Historischer Verein zu Frankfurt (Oder), Heft 1/2002.
- Eckard Reiß, „Der jüdische Friedhof im Frankfurter Stadtteil Dammvorstadt, heute Słubice”, w: Historischer Verein zu Frankfurt (Oder), Heft 1/2005.
- Eckard Reiß, „Der Dammvorstadt-Friedhof, heute Kommunalfriedhof Słubice”, w: Historischer Verein zu Frankfurt (Oder), Heft 1/2007.
- Eckard Reiß, „Kirche im Frankfurter Stadtteil Dammvorstadt und in Słubice”, w: Historischer Verein zu Frankfurt (Oder), Heft 1/2002.
- Eckard Reiß, „Telefongeschichte(n) von und aus Frankfurt (Oder) und Słubice”, w: Historischer Verein zu Frankfurt (Oder), Heft 2/2006.
- Joachim Schneider, „Aufmarsch der Roten Armee vor der Frankfurter Dammvorstadt im Februar 1945”, w: Historischer Verein zu Frankfurt (Oder), Heft 2/2002.
- Joachim Schneider, „Über das Militär in der Dammvorstadt und die spätere Entwicklung der historischen Militärbauten in Słubice, w: Historischer Verein zu Frankfurt (Oder), Heft 2/2005.